# Naucleopsis ulei
Naucleopsis ulei là một loài thực vật có hoa trong họ Moraceae. Loài này được (Warb.) Ducke mô tả khoa học đầu tiên năm 1922.